# Jakovljev Jak-15
Jakovljev Jak-15 (NATO naziv: Feather) je bio rani sovjetski mlazni lovac te jedan od rijetkih koji je izrađen na osnovu klipnog zrakoplova. Bio je prvi sovjetski mlazni zrakoplov.

## Razvoj
S reputaciom najboljeg projektanta sovjetskih lovačkih aviona Jakovljev je dočekao veljaču 1945. i Staljinov zahtjev za početkom razvoja prvog sovjetskog lovaca na mlazni pogon. Kako bi do kraja ispunio zahtjev da novi lovac mora poletjeti u što kraćem vremenu Jakovljev se odlučio da relativno jednostavnom izmjenom pogonskog motora od lovca Jak-3 napravi lovac Jak-15. Ideja se čini logičnom, ali najvjerojatnije nije originalni izum Aleksandra Jakovljeva. Naime, još tijekom 2. svjetskog rata Messerschmitt je predlagao konverziju preživjelih lovaca Bf 109 u lovce s turbomlaznim pogonom. Jedan prijedlog je predviđao ugradnju turbomlaznog motora Junkers Jumbo 004 na mjesto klipnog motora. Do konverzije lovaca Bf 109 nikada nije došlo zbog prevelikog uspjeha lovca Me 262 i kroničnog nedostatka turbomlaznih motora.

Ideja ugradnje turbomlaznog motora na mjesto klipnog nije nestala kapitulacijom nacističke Njemačke već je oživjela u Jakovljevom projektu. Kao osnova poslužio je lovac Jak-3U koji se odlikovao potpuno metalnom konstrukcijom. Zbog specifičnosti smještaja motora nije dolazilo u obzir da avion u svojoj konstrukciji rabi drvo i platno, do tada omiljeni materijal sovjetskih zrakoplovnih konstrukcija. Jakovljevu je jako bilo stalo da održi svoj status najboljeg projektanta sovjetskih lovačkih aviona te je razvoj tekao vrlo brzo. Projektna dokumentacija dovršena je već u svibnju 1945., a gradnja prvog prototipa završena je već u listopadu iste godine. Unatoč svim Jakovljevim nastojanjima nije uspio u namjeri da njegov lovac postane prvi sovjetski avion na mlazni pogon koji je uspješno poletio jer ga je konkurentni MiG-9 pretekao. Naime, oba su aviona poletjela 24. travnja 1946., ali je MiG poletio cijela tri sata ranije.
Ubrzo će se pokazati da je ta činjenica manji problem jer se MiG-9 pokazao znatno boljim avionom u odnosu na Jak-15. U osnovi su oba lovca patila od velikih nedostataka, ali je MiG-9 koncepcijski bio puno napredniji avion koji je pružao veće mogućnosti razvoja. Unatoč tome oba su ušla u serijsku proizvodnju. Javnosti je Jak-15 prikazan 18. kolovoza iste godine na zrakoplovnoj paradi u Tušinu. Kako se je Jak-15 temeljio na već isprobanoj konstrukciji organizacija serijske proizvodnje pokazala se vrlo lakom te je prvi serijski primjerak poletio već 5. listopada 1946., postavivši tako rekord u kratkoći razvoja koji sigurno više nikada neće biti premašen. Zahvaljujući tako brzom početku serijske proizvodnje već 21. listopada iste godine 15 serijskih primjeraka predano je sovjetskom ratnom zrakoplovstvu na ispitivanje i evaluaciju. Jak-15 ušao je u operativnu uporabu u svibnju 1947. postavši tako prvi sovjetski mlazni lovac u operativnoj uporabi.

Sovjetsko ratno zrakoplovstvo naručilo je seriju od 280 komada koja je i isporučena. Ti avioni uglavnom su iskorišteni za upoznavanje pilota i zemaljskog osoblja s novom vrstom aviona. Operativna uporaba vrlo je brzo pokazala sve nedostatke Jak-a 15 te je Jakovljev odlučio da na njegovim osnovama razvije Jak-17, a kasnije Jak-21 i Jak-23. Interesantno je da za razliku od MiG-a 9 kojim se koristilo samo sovjetsko ratno zrakoplovstvo, Jak-15/17/23 su od samog početka nuđeni na prodaju savezničkim zrakoplovstvima te su se našli u naoružanju, između ostalih, ratnih zrakoplovstava Poljske, Čehoslovačke, Mađarske i Rumunjske. NATO savez je Jak-15 označio kodnom oznakom Feather.

## Opis aviona
Kao što je već spomenuto Jakovljev je odlučio da prvi sovjetski lovac na mlazni pogon dobije redizajnom lovca Jak-3U tako da ukloni njegov klipni motor Klimov VK-105PF-2 V-12 i na njegovo mjesto ugradi turbomlazni motor RD-10 koji je u osnovi bio unaprijeđena kopija njemačkog turbomlaznog motora Jumkers Jumo-004. Usisnik zraka smjestili su u sam vrh aviona, a ispuh plinova motora odvodio se posebnim kanalom ispod trupa. Otvor ispuha bio je otprilike u visini sredine krila. Motor ugrađen u Jak-15 davao je potisak od samo 8,8 kN. Da bi tako slabi motor mogao pokretati lovački avion ovaj je morao imati minimalnu masu. U slučaju Jak-a 15 to je ostvareno jer je prazan težio samo 1852 kg. Napunjen streljivom i gorivom masa mu se povećavala na još uvijek vrlo skromnih 2742 kilograma. Zbog toga je Jak-15 najmanji i najlakši operativni lovac na mlazni pogon svih vremena. Dužina trupa bila mu je 8,7 m, ili samo 20 cm duže od originala Jak-3U. Raspon krila ostao je isti ili 9,2 m. Površina krila bila je 14,85 m2.

Iako opremljen slabim motorom, a zahvaljujući maloj masi Jak-15 je imao zavidne letne mogućnosti. Maksimalna brzina na 5000 m bila mu je vrlo dobrih 805 km/h, što je ipak bilo znatno slabije od MiG-ovih 911 km/h. Maksimalna brzina na razini mora Jak-15 bila je točno 700 km/h. Operativni vrhunac leta bio je 13 350 m. Visinu od 5000 m dosezao je nakon 4,8 minuta nakon uzlijetanja, a visinu od 10 000 m nakon 13,8 minuta, po čemu je bio bolji i od MiG-a 9. Unatoč maloj snazi motora Jak-15 je trebao samo 600 m piste za uzlijetanje. Zahvaljujući velikim ravnim krilima brzina slijetanja bila je, za pilote vrlo ugodnih 135 km/h, što je značilo da je Jak-15 velikodušno opraštao i veće pilotske pogreške, barem pri slijetanju. Unatoč tako maloj brzini slijetanja trebalo mu je čak 720 m piste da bi se zaustavio. U trup je stalo 590 kg goriva i još 10 kg ulja. S tom količinom goriva Jak-15 je mogao preletjeti 510 km.
Neiskustvo s uporabom turbomlaznih motora i želja da se novi lovac dovrši u što kraćem roku doveli su do mnogih problema. Tako su već kod prototipova uočeni veliki problemi s repnom nogom stajnog trapa. Naime, Jakovljev je pri projektiranju Jak-a 15 ostavio originalnu repnu nogu stajnog trapa s Jak-a 3U. Nezgodno je bilo da se ona tijekom uporabe, naročito tijekom rulanja po zemlji i polijetanja stalno nalazila u struji vrelih ispušnih plinova turbomlaznog motora, te se ubrzano trošila. Uz to takva je konfiguracija stajnog trapa usmjeravala ispušne plinove motora izravno prema zemlji što je često rezultiralo podizanjem velikih oblaka prašine koji su dodatno otežav ali rad pilotima i zemaljskom osoblju. Uočena je i tendencija da se pri rulanju aviona po zemlji kad bi pilot dao malo jači "gas" repni dio aviona nekontrolirano podizao sa zemlje. Uz sve to i pogled pilota prema naprijed je bio vrlo slab. Kako su svi ti nedostaci vrlo brzo uočeni Jakovljev je ubrzo napravio prototip Jak-15U s podvozjem tipa tricikl i kojim su svi problemi riješeni. Bila je to tek jedna od izmjena koja će dovesti do unaprijeđenog modela Jak-17.

## Naoružanje
Interesantno je da je Jakovljev uspio izbjeći zahtjeve sovjetskog ratnog zrakoplovstva da se budući lovac s turbomlaznim pogonom opremi topovima velikog kalibra Nudelman N-57 kalibra 57 mm, te NS-37 kalibra 37 mm zbog kojih su projektanti MiG-a 9 imali vrlo velike probleme. Tvrdeći da njegova konstrukcija ne pruža dovoljno prostora za ugradnju većih topova Jakovljev je za Jak-17 odabrao kombinaciju koja se sastojala od dva topa Nudelman-Suranov NS-23 (kasnije označen kao NR-23) kalibra 23 mm. Topove je smjestio u nos aviona otprilike na iste pozicije gdje su se kod Jak-a 3 nalazile teške strojnice kalibra 12,7 mm.

Top NS-23 bio je tada najsuvremeniji sovjetski zrakoplovni top i imao je masu samo 37 kg. Unatoč tako maloj masi brzina paljbe bila mu je 550 granata u minuti. Jak-15 je za svaki top nosio 60 granata. Za razliku od MiG-a 9 Jakovljev je topove postavio daleko iza usisnika zraka te nisu zabilježeni nikakvi problemi s ulaskom ispušnih plinova u usisnik zraka.

## Tehničke karakteristike
Izvori podataka: The Osprey Encyclopedia of Russian Aircraft 1875-1995
Osnovne karakteristike
- posada: 1
- dužina: 8,7 m
- raspon krila: 9,2 m
- površina krila: 14,85 m2
- visina: 2.27 m

Letne karakteristike
- najveća brzina: 805 km/h (na visini od 5000 m)
700 km/h (na razini mora)
- dolet: 510 km
- najveća visina leta: 13.350 m
- specifično opterećenje krila: 150 kg/m2
- motor: 1 x RD-10

Naoružanje
- naoružanje: 2 x Nudelman-Suranov NS-23

### Povezani zrakoplovi
- Jakovljev Jak-17
- Jakovljev Jak-23

### Zajednički poslužitelj
|  | Zajednički poslužitelj ima stranicu o temi Yakovlev Yak-15    |
|  | Zajednički poslužitelj ima još gradiva o temi Yakovlev Yak-15 |